# Paxton Lynch
Paxton James Lynch (San Antonio, 12 febbraio 1994) è un giocatore di football americano statunitense che milita nel ruolo di quarterback per i San Antonio Brahmas della United Football League (UFL). Fu scelto nel corso del 1º giro (26º assoluto) del Draft NFL 2016 dai Denver Broncos. Al college ha giocato a football a Memphis.

## Biografia

### Carriera universitaria
Lynch al college giocò a football all'Università di Memphis dal 2012 al 2015, divenendo titolare a partire dalla sua seconda stagione. Nel 2015, in una gara contro SMU vinta per 63-0, pareggiò il record FBS con sette passaggi da touchdown in un tempo, per sette ricevitori diversi. A fine anno si dichiarò eleggibile per il Draft NFL

### Carriera professionistica

#### Denver Broncos
Lynch era considerato dagli analisti il terzo miglior quarterback selezionabile nel Draft NFL 2016 dietro a Jared Goff e Carson Wentz e come una scelta del primo giro, con alcuni che si spinsero a pronosticarlo sino alla settima scelta assoluta. Il 29 aprile 2016 fu chiamato con la 26ª selezione assoluta da parte dei Denver Broncos.
Il 2 ottobre 2016, Lynch disputò la sua prima partita ufficiale contro i Tampa Bay Buccaneers, sostituendo l'infortunato Trevor Siemian. Concluse la partita con 170 yard passate il suo primo touchdown per il wide receiver Emmanuel Sanders nella vittoria per 27–7 in trasferta al Raymond James Stadium. Nella settimana 5 disputò la prima gara come titolare completando 23 passaggi su 35 con un touchdown e un intercetto subito nella sconfitta per 23-16 contro gli Atlanta Falcons. Subì inoltre sei sack, un record per un rookie dei Broncos.
Il 2 settembre 2018 Lynch fu svincolato dai Broncos dopo due sole stagioni in cui disputò 4 quattro gare come titolare.

#### Seattle Seahawks
Il 17 gennaio 2019, Lynch firmò con i Seattle Seahawks.